# Artem Katchanovskyï
Artem Volodymyrovytch Katchanovskyï (en ukrainien : Арте́м Володи́мирович Качано́вський, en anglais : Artem Kachanovskyi) est un joueur de go professionnel 2e dan (2p), ukrainien né le 12 décembre 1992, qui a remporté le Grand Prix européen, le Grand Chelem européen et le championnat d'Europe par équipe avec l'Ukraine.

## Biographie et carrière
Artem Katchanovskyï est né en décembre 1992 et a appris à jouer au go à l'âge de sept ans. Il a obtenu le statut de joueur professionnel de go européen en remportant le tournoi de qualification de 2016 à Baden-Baden.
Il a remporté :
- la médaille de bronze au championnat du monde de go amateur en 2013, une performance réalisée par seulement deux autres joueurs européens ;
- le Grand Chelem (Grand Slam) européen en 2017[3] et 2021[4] ;
- le tournoi de la Route de la soie (Silk Road tournament) en 2019[1].

Il a été quatre fois deuxième ou finaliste du championnat européen de go (en 2010, 2019, 2021 et 2022).
Il a fini deuxième de la finale du Grand Prix européen en 2018, 2020 et 2021.
Avec l'équipe d'Ukraine, il a remporté le Pandanet Go European Team Championship en 2016 et 2022.
Depuis février 2021, il est l'éditeur de l'European Go Journal.
En novembre 2022, il a le classement le plus élevé en Ukraine d'après l'échelle EGF (Fédération européenne de go).